# Сабовка
Сабовка (укр. Сабівка) — село, относится к Славяносербскому району Луганской области Украины. Де факто — с 2014 года населённый пункт контролируется самопровозглашённой Луганской Народной Республикой.

## География
Село расположено на правом (в основном, хотя небольшая часть населённого пункта располагается и на левом) берегу реки Лугани и полностью на левом берегу реки Белой, у места впадения последней в Лугань. Соседние населённые пункты: сёла Новосёловка и Суходол на северо-западе, Красный Луч, Замостье и Говоруха на западе (все пять выше по течению Лугани); сёла Гаевое и Весёлая Тарасовка (выше по течению Белой) на юго-западе, посёлки Юбилейное на юго-востоке, Тепличное и город Александровск (оба ниже по течению Лугани) на востоке.

## Общие сведения
Занимает площадь 1,337 км². Почтовый индекс — 93735. Телефонный код — 6473. Код КОАТУУ — 4424582208.

## Население
Население по переписи 2001 года составляло 1129 человек.

## Географическое положение
Село находится в месте впадения реки Белая в реку Лугань.

## История
- Село было основано примерно в 1700 году.

## Местный совет
93734, Луганская обл., Славяносербский р-н, с. Жёлтое, ул. Ленина, 2а.